# Ajattara (groupe)
Pour les articles homonymes, voir Ajattara.
Ajattara est un groupe de dark metal et black metal atmosphérique finlandais, originaire de Helsinki. Il se initialement forme en 1996 et dissous en 2012. Ils produisent sept albums (le dernier au début 2011) sous le label Spinefarm Records. Le 23 mars 2016, le groupe annonce sa réunion au Blastfest de février 2017.

## Biographie
Ajattara se forme en 1996 comme projet parallèle du chanteur d'Amorphis, Pasi Koskinen. En 1998, le groupe publie une première démo intitulée Helvetissä On Syntisen Taivas. Le groupe signe ensuite chez Spikefarm Records et publie trois albums - Itse en 2001, Kuole en 2003 et Tyhjyys en 2004. Ajattara publie ensuite un « single de noël » en novembre 2004 et 2005, ce qui est une tradition depuis les trois dernières années. Ils s'intitulent Ilon Juhla (2004) et Joulu (2005). En 2006, le groupe sort un nouvel album intitulé Äpäre. La même année, le groupe poursuit la tradition du « single de noël » avec Sika.
À la suite d'un salut nazi fait par Pasi Koskinen lors d'un concert fin 2006, Ajattara se dissout momentanément. Ajattara se reforme avec de nouveaux membres en 2007. Le groupe entre en studio le 1er juin 2007 pour enregistrer l'album Kalmanto qui sortira le 5 septembre 2007,. En avril 2009, Ajattara publie son sixième album, Noitumaa, un album entièrement acoustique, qui sera mieux reçu par la critique que le précédent. Ajattara annonce leur septième album pour le 2 février 2011, intitulé Murhat (« meurtre » en français). Le groupe annonce sa dissolution le 15 avril 2012 sur sa page Facebook sans en expliquer la raison.
Le 23 mars 2016, le groupe annonce sa réunion au Blastfest de février 2017.

## Style musical
Ajattara joue un black metal qui n'est pas sans rappeler celui de Celtic Frost et, dans une moindre mesure, celui de Samael. L'usage combiné de synthétiseurs et de sons lourds de guitare donne à Ajattara un son particulier, le son grimey. Les thèmes préférés d'Ajattara sont les contrats avec la mort, les démons et le paganisme.

## Membres

### Derniers membres
- Itse Ruoja Suruntuoja (Pasi Koskinen) - chant, guitare, clavier (1996-2012)
- Kalmos (Vesa Wahlroos) - guitare, chœurs (2007-2012)
- Tartunta (Mynni Luukkainen) - guitare (2010-2012)
- Tohtori Kuolio (Juha Har) - basse, chœurs  (2007-2012)
- Malakias V (Rainer Tuomikanto) - percussions (2010-2012)

### Anciens membres
- Samuel Lempo (Tomi Koivusaari) - guitare
- Ismonster (Ismo Liljelund) - guitare
- Akir Kalmo (Aki Räty) - clavier
- Ikkala (Jarmo Ikala) - clavier
- Orpo (Pekka Kasari) - percussions
- Atoni (Toni Laroma) - basse (1996–2007)
- Malakias I (Pekka Sauvolainen) - percussions (1996–2003)
- Malakias II (Jan Rechberger) - percussions (2003–2004)
- Malakias III (Atte Sarkima) - percussions (2004–2007)
- Irstas (Kalle Sundström) - clavier (2004–2007)
- Raajat (Janne Immonen) - clavier (2007–2010)
- Malakias IV (Tonmi Lillman) - percussions (2007–2010)

## Discographie
- Helvetissä on syntisen taivas (1998)
- Itse CD (2001) (Soi)
- Kuolema Non-standard 12 centimeter optic disc (2003) (Mort)
- Ilon Juhla CDS (2003) (Fête de Joie)
- Tyhjyys CD (2004) (Vide)
- Joulu Single 2005 CDS' (2005) (Christmas Single 2005)
- Äpäre CD (2006) (Enfant Bâtard)
- Kalmanto CD (2007)
- Noitumaa CD (2009)
- Murhat CD (2011)
- Lupaus CD (2017)